# Mian Saqib Nisar

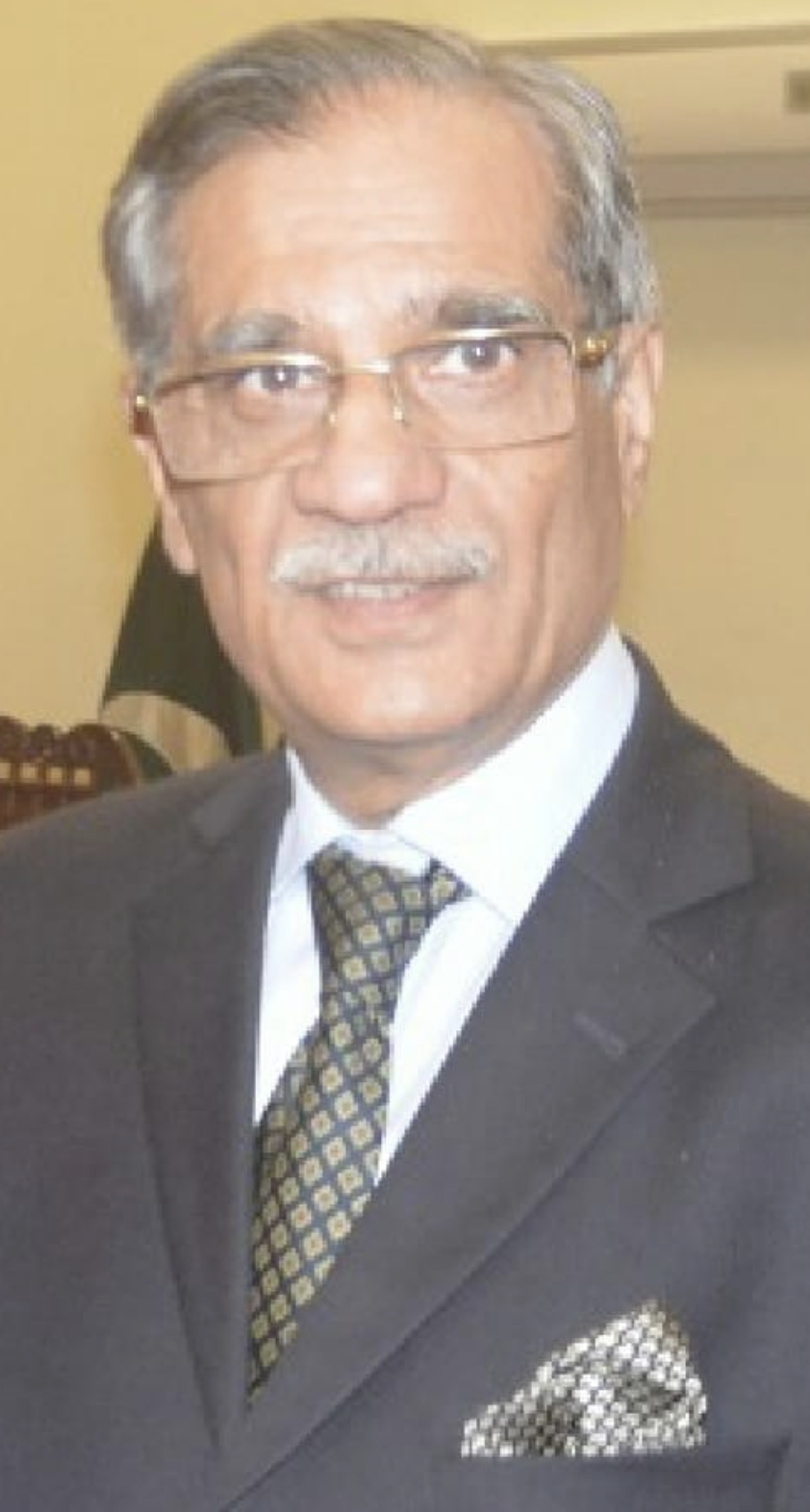
Mian Saqib Nisar, 2018

Mian Saqib Nisar (Urdu میاں ثاقب نثار; * 18. Januar 1954 in Lahore) war von 2016 bis 2019 der 25. Oberste Richter Pakistans. Er wurde unter der Verwaltung des Kriegsrechts zum Obersten Gerichtshof erhoben.

## Leben
Mian Saqib Nisar gehört dem Stamm der Arain an. Seinen Abschluss in Rechtswissenschaften machte er 1980 an der Universität Punjab. Nisar war als Student der Repräsentant Pakistans bei der International Youth Leadership Conference in Tripolis, Libyen 1973. Nach seinem Studium arbeitete Nisar 1980 für den Distrikt Council. Er folgte 1982 dem Ruf auf das Punjab Bar Council und arbeitete als Anwalt am Lahore High Court. Anschließend folgte er einem Ruf der Supreme Court Bar Association
in Islamabad. Saqib Nisar wurde 1991 Generalsekretär des Lahore High Courts Saqib Nisar wurde 1992 ein Fellow der
Supreme Court Bar Association und arbeitete als Anwalt und war er dort bis 1998 tätig. 1997 wurde Saqib als Sekretär in der Verwaltung des Justizministeriums in Punjab eingestellt. Dieses Amt war in Pakistan sehr angesehen. Die Berufung von Nisar war einmalig in der Geschichte Pakistans, denn er arbeitete zuvor in der Bar Association. Im Mai 1998 wurde Nisar Richter am Lahore High Court. Seine Nominierung wurde vom Präsidenten und dem Premierminister nach kurzer Zeit bestätigt. 2000 wurde Nisar vor die Wahl gestellt, als Richter am Lahore High Court zurückzutreten oder einen neuen Amtseid abzulegen. Nisar konnte anschließend als Richter weiterarbeiten.
Saqib Nisar sollte 2010 als Richter am Obersten Gerichtshof Pakistans berufen werden. Die Berufung wurde trotz Empfehlung von Iftikhar Muhammad Chaudhry, durch Präsident Asif Ali Zardari abgelehnt. Saqib Nisar wurde schließlich im Februar 2010 als Richter am Obersten Gerichtshof Pakistans vereidigt. Der bedeutendste Fall, den Saqib Nisar behandelte, war der Fall der Christin Asia Bibi, die im Zusammenhang mit Blasphemie angeklagt war. Saqib Nisar war als oberster Richter für den Fall zuständig und sprach sie frei.